# Sphaerodactylus plummeri
Sphaerodactylus plummeri — вид геконоподібних ящірок родини Sphaerodactylidae. Ендемік Домініканської Республіки.

## Поширення і екологія
Sphaerodactylus plummeri мешкають на півострові Бараона на крайньому півдні острова Гаїті. Вони живуть серед карстових скель, порослих сухими чагарниковими заростями, під камінням і серед опалого листя. Зустрічаються на висоті до 100 м над рівнем моря. Відкладають яйця.

## Збереження
МСОП класифікує цей вид як такий, що перебуває під загрозою зникнення. Sphaerodactylus plummeri загрожує знищення природного середовища. 